# Rampur
Rampur (hindi: रामपुर, urdú: رام پور) és una ciutat i municipalitat de l'estat d'Uttar Pradesh, capital del districte de Rampur i abans del principat de Rampur. Està situada a 28° 48′ N, 79° 00′ E / 28.8°N,79.00°E a la riba esquerra del Kosi. Consta al cens del 2001 amb una població de 281.549 habitants. Anteriors cens donen el 1881 una població de 74.250 habitants, el 1891 de 76.733 i el 1901 de 78.758; en aquesta darrera data i havia uns 59.000 musulmans; encara modernament la proporció de musulmans és molt alta.

## Història
Quan el territori va passar a l'absent Faizullah Khan, la ciutat s'esmenta per primer cop; llavors portava el nom de Mustafabad i estava constituïda per un cercle de 10 km rodejat d'una muralla de bambú inicialment amb només 8 portes; sota dominis britànic es van fer modificacions: al centre de la ciutat es va crear un nou fort rodejat per una muralla de 1.550 metres de circuit amb accés per dos camins i totalment de rajola; a l'interior hi havia palaus i altres edificis i una notable biblioteca amb una important col·lecció de manuscrits; a l'est del fort les oficines públiques que foren acabades el 1892. Kalbye Ali Khan va construir la gran Jama Masjid; altres edificis notables són el palau de Khas Bagh, el palau de Khusru Bagh, i els estables per cavalls, camells i elefants. El 1890 es va erigir en municipalitat.